# 埃德米斯頓 (紐約州)
埃德米斯頓（英語：Edmeston）是一個位於美國紐約州奧齊戈縣的鎮。

## 人口
根據2020年美國人口普查的數據，埃德米斯頓的面積為114.95平方千米，當中陸地面積為114.74平方千米，而水域面積為0.21平方千米。當地共有人口1907人，而人口密度為每平方千米17人。